# نانتوا (آن)

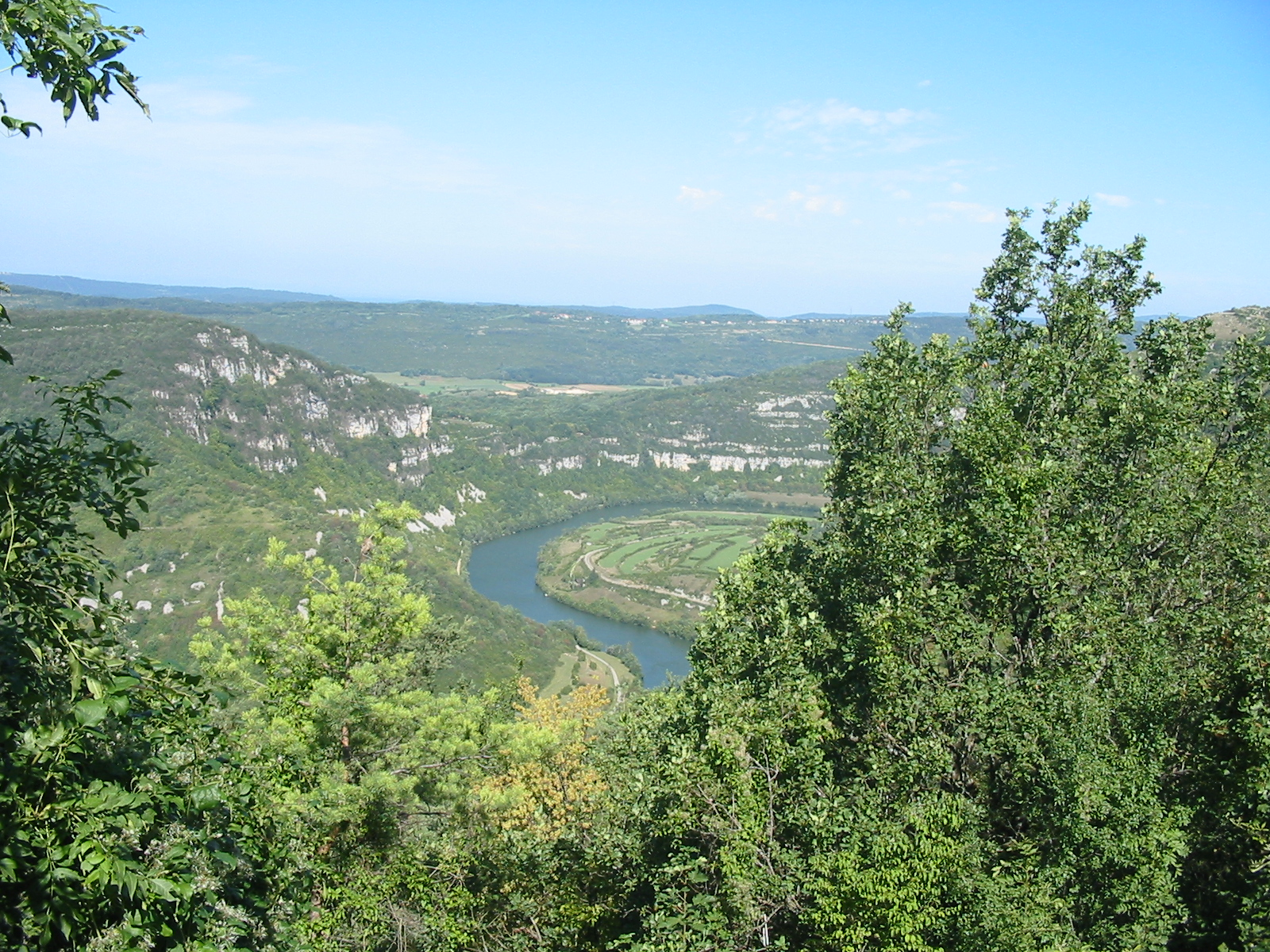

نانتوا (بالفرنسية: Nantua)‏ هي بلدية فرنسية تقع في إقليم الآن في فرنسا. رمز إنسي لها هو:1269. أما الرمز البريدي لها فهو: 1130.

## أعلام
- إميلي جوجو
- زافير توماس
- ديفيد هيليبويك
- جان-لويس أوبيرت